# Centraal-Afrikaanse Republiek op de Olympische Zomerspelen 2012
De Centraal-Afrikaanse Republiek nam deel aan de Olympische Zomerspelen 2012 in Londen, Verenigd Koninkrijk. Het was de negende deelname van het land aan de Spelen. Net als bij de vorige acht deelnames werd er geen medaille gewonnen. Taekwondoka David Boui was de vlaggendrager bij de openingsceremonie.
De zes deelnemers (3 mannen en 3 vrouwen) namen deel in vier olympische sportdisciplines. Voor de negendemaal werd in de atletiek deelgenomen, voor de tweedemaal in taekwondo en voor het eerst in het worstelen en zwemmen. Atleet Béranger-Aymard Bossé was de enige meervoudige deelnemer, hij nam voor de tweede keer deel.

## Deelnemers en resultaten
(m) = mannen, (v) = vrouwen 

### Atletiek
| Olympiër (deelname)       | Onderdeel | Resultaat | Prestatie                                      |
| ------------------------- | --------- | --------- | ---------------------------------------------- |
| Béranger-Aymard Bossé (2) | 100 m (m) | 47e       | voorronde: 1ste in 10,55 serie 3: 7de in 10,55 |
|                           |           |           |                                                |
| Elisabeth Mandaba         | 800 m (v) | 33e       | serie 6: 7de in 2.12,56                        |

### Taekwondo
| Olympiër    | Onderdeel  | Resultaat | Prestatie                                                              |
| ----------- | ---------- | --------- | ---------------------------------------------------------------------- |
| David Boui  | -68 kg (m) | 13e       | voorronde: V van IRI Motamed: 2-7 herkansingen: V van AFG Nikpai: 2-14 |
|             |            |           |                                                                        |
| Seulki Kang | -49 kg (v) | 9e        | voorronde: V van CRO Zaninović: 0-14                                   |

### Worstelen
| Olympiër            | Onderdeel              | Resultaat | Prestatie                                                |
| ------------------- | ---------------------- | --------- | -------------------------------------------------------- |
| Sylvie Datta-Ngonga | -63 kg vrije stijl (v) | 20e       | kwalificatie: vrij 1ste ronde: V van MGL Battsetseg: 0-3 |

### Zwemmen
| Olympiër         | Onderdeel           | Resultaat | Prestatie              |
| ---------------- | ------------------- | --------- | ---------------------- |
| Christian Nassif | 50 m vrije slag (m) | 55e       | serie 1: 1ste in 28,04 |

Afghanistan · Albanië · Algerije · Amerikaanse Maagdeneilanden · Amerikaans-Samoa · Andorra · Angola · Antigua en Barbuda · Argentinië · Armenië · Aruba · Australië · Azerbeidzjan · Bahama's · Bahrein · Bangladesh · Barbados · België · Belize · Benin · Bermuda · Bhutan · Bolivia · Bosnië en Herzegovina · Botswana · Brazilië · Britse Maagdeneilanden · Brunei · Bulgarije · Burkina Faso · Burundi · Cambodja · Canada · Centraal-Afrikaanse Republiek · Chili · China · Chinees Taipei · Colombia · Comoren · Congo-Brazzaville · Congo-Kinshasa · Cookeilanden · Costa Rica · Cuba · Cyprus · Denemarken · Djibouti · Dominica · Dominicaanse Republiek · Duitsland · Ecuador · Egypte · El Salvador · Equatoriaal-Guinea · Eritrea · Estland · Ethiopië · Fiji · Filipijnen · Finland · Frankrijk · Gabon · Gambia · Georgië · Ghana · Grenada · Griekenland · Groot-Brittannië · Guam · Guatemala · Guinee · Guinee‑Bissau · Guyana · Haïti · Honduras · Hongarije · Hongkong · Ierland · IJsland · India · Indonesië · Irak · Iran · Israël · Italië · Ivoorkust · Jamaica · Japan · Jemen · Jordanië · Kaaimaneilanden · Kaapverdië · Kameroen · Kazachstan · Kenia · Kirgizië · Kiribati · Koeweit · Kroatië · Laos · Lesotho · Letland · Libanon · Liberia · Libië · Liechtenstein · Litouwen · Luxemburg · Macedonië · Madagaskar · Malawi · Maldiven · Maleisië · Mali · Malta · Marshalleilanden · Marokko · Mauritanië · Mauritius · Mexico · Micronesië · Moldavië · Monaco · Mongolië · Montenegro · Mozambique · Myanmar · Namibië · Nauru · Nederland · Nepal · Nicaragua · Nieuw-Zeeland · Niger · Nigeria · Noord-Korea · Noorwegen · Oeganda · Oekraïne · Oezbekistan · Oman · Oostenrijk · Oost-Timor · Pakistan · Palau · Palestina · Panama · Papoea-Nieuw-Guinea · Paraguay · Peru · Polen · Portugal · Puerto Rico · Qatar · Roemenië · Rusland · Rwanda · Saint Kitts en Nevis · Saint Lucia · Saint Vincent en Grenadines · Salomonseilanden · Samoa · San Marino · Sao Tomé en Principe · Saoedi-Arabië · Senegal · Servië · Seychellen · Sierra Leone · Singapore · Slovenië · Slowakije · Soedan · Somalië · Spanje · Sri Lanka · Suriname · Swaziland · Syrië · Tadzjikistan · Tanzania · Thailand · Togo · Tonga · Trinidad en Tobago · Tsjaad · Tsjechië · Tunesië · Turkije · Turkmenistan · Tuvalu · Uruguay · Vanuatu · Venezuela · Verenigde Arabische Emiraten · Verenigde Staten · Vietnam · Wit-Rusland · Zambia · Zimbabwe · Zuid-Afrika · Zuid-Korea · Zweden · Zwitserland · Onafhankelijke atleten